# Meierei Fischertal
Die Meierei Fischertal war ein Ausflugslokal im Schwarzwaldhausstil im oberen Fischertal in den Barmer Anlagen im Wuppertaler Stadtteil Barmen. 

## Geschichte
Das mit roten Dachpfannen gedeckte Haus wurde 1890 auf dem Gelände des ehemaligen Gutshofes Fischertal des Johann Wilhelm Fischer vom Barmer Verschönerungsverein erbaut, der 1876 das Gelände erwarb und den dazugehörigen Steinbruch zu einem Spielplatz umgestaltete. Zur Jahrhundertwende vom 19. zum 20. Jahrhundert wurde die Anlage um Tennisplätze erweitert.
Am 30. Mai 1943 erfolgte ein schwerer Bombenangriff auf Wuppertal, bei dem zahlreiche Gebäude im Umfeld der Barmer Anlagen (Barmer Planetarium, Barmer Stadthalle) zerstört wurden, darunter auch die Meierei Fischertal. Auf der frei gewordenen Fläche siedelte sich ein Minigolfplatz an.
Koordinaten: 51° 15′ 42″ N, 7° 12′ 5″ O